# Дім Ґуччі
«Дім Ґуччі» (англ. House of Gucci) — художній фільм Рідлі Скотта. Прем'єра відбулася 25 листопада 2021 року.

## Сюжет
Літературною основою сценарію фільму стала книжка Сари Гей Форден «Дім Ґуччі: Сенсаційна історія вбивства, божевілля, гламуру і жадібності» (Фабула). Центральна подія — вбивство Мауріціо Гуччі, яке відбулося в 1995 році.

## В ролях
- Леді Гага — Патриція Реджані
- Адам Драйвер — Мауріціо Гуччі
- Джаред Лето — Паоло Гуччі
- Аль Пачино — Альдо Гуччі
- Джеремі Айронс — Родольфо Гуччі
- Джек Г'юстон — Доменіко Де Соле
- Сальма Гаєк — Джузеппіна «Піна» Аурієма
- Рів Карні — Том Форд
- Мадаліна Діана Гені — Софі Лорен
- Камілль Коттен — Паола Франкі
- Юсеф Керкур — Немір Кірдар
- Антонелло Аннунціата — Карл Лагерфельд
- Кетрін Вокер — Анна Вінтур

## Виробництво
Про роботу над проєктом стало відомо в червні 2006 року, коли Рідлі Скотт був призначений режисером фільму за сценарієм Андреа Берлоффа. Тоді ж з'явилася неофіційна інформація про те, що Анджеліна Джолі і Леонардо Ді Капріо зіграють в цій картині Патрицію Реджані і Мауріціо Гуччі відповідно. У лютому 2012 року дочка Скотта Джордан змінила його на посаді режисера і почала переговори з Пенелопою Крус про її участь у проєкті в ролі Реджані. У листопаді 2016 року Вонг Кар Вай став режисером, Чарльз Рендольф — співавтором сценарію, а Марго Роббі отримала роль Реджани. Нарешті, у листопаді 2019 року Рідлі Скотт знову був призначений режисером. Роберто Бентивен'я написав сценарій, роль Реджані дісталася Леді Газі.
У квітні 2020 року компанія Metro-Goldwyn-Mayer придбала права на фільм. У серпні того ж року почалися переговори з Адамом Драйвером, Джаредом Лето, Аль Пачіно, Роберт Де Ніро, Джеком Г'юстоном і Рівом Карні про їх участь у проєкті. Драйвер, Лето, Пачино і Де Ніро були затверджені до жовтня, Х'юстон і Карні — у грудні; тоді ж до акторського колективу приєднався Джеремі Айронс. Даріуш Вольський оголосив про свою участь як оператора в тому ж місяці. У січні 2021 року до акторського складу була додана Камілла Коттен.
Знімання почалися в лютому 2021 року в Римі.